# Dolors Castelltort i Vila
Dolors Castelltort i Vila (Barcelona, 1913 – Barcelona, 27 d'abril de 1999) fou una atleta catalana especialitzada en curses de velocitat i jugadora de bàsquet.

## Trajectòria
Era germana de les també atletes Rosa Castelltort i Vila i Mercè Castelltort i Vila, i de la nedadora Carme Castelltort i Vila, així com cosina de Romà Castelltort i Vila i Maria Mercè Castelltort i Vila. Va pertànyer al Club Femení i d'Esports, del qual la seva mare, Dorotea Vila, va ser presidenta.
Fou campiona d'Espanya de 80 metres tanques i de salt de llargada l'any 1931, essent segona en els 80 metres llisos, per darrere de la seva germana Rosa, així com dels relleus 4x75 metres els anys 1931 i 1932. També guanyà la prova de 80 metres tanques del campionat de Catalunya de l'any 1932. Va establir el rècord de Catalunya i d'Espanya (amb un temps de 14 segons 4/5) de 80 metres tanques l'any 1931 i el rècord espanyol de salt de llargada amb una marca de 4,60 metres el 1932.
Tant ella com la seva germana Mercè també van formar part de l'equip de bàsquet del Club Femení d'Esports, competint en diferents tornejos durant l'any 1932. També practivava l'esquí.

## Palmarès
Campió de Catalunya
- 80 metres tanques: 1932

Campió d'Espanya
- 80 metres tanques: 1931
- salt de llargada: 1931
- 4 x 75 metres: 1931, 1932